# ¿A quién te llevarías a una isla desierta?
¿A quién te llevarías a una isla desierta? es una película española original de Netflix, estrenada el 12 de abril de 2019. Está basada en la obra teatral homónima escrita por Jota Linares y Paco Anaya y dirigida por Jota Linares. Protagonizada por Pol Monen, Jaime Lorente, Andrea Ros y María Pedraza, se presentó en la XXII edición del Festival de Málaga.

## Sinopsis
Eze, Marcos, Celeste y Marta son cuatro amigos que comparten piso desde hace ocho años. Durante la celebración de su última noche juntos, sus vidas dan un giro inesperado.

## Reparto
- Pol Monen – Eze
- Jaime Lorente – Marcos
- Andrea Ros – Celeste Rivas
- María Pedraza – Marta